# Walter Thürmer (Politiker)
Walter Ernst Bernhard Thürmer (* 27. Januar 1896 in Dresden; † 23. Februar 1971 ebenda) war ein deutscher Politiker der DDR-Blockpartei LDPD, Mathematiker und Hochschullehrer. Er war 1949 bis 1951 Landesvorsitzender der LDP Sachsen sowie 1950 bis 1951 Stellvertretender Ministerpräsident und Minister für Gesundheitswesen in Sachsen. Von 1950 bis zu seinem Tod war er Mitglied der Volkskammer.

## Leben

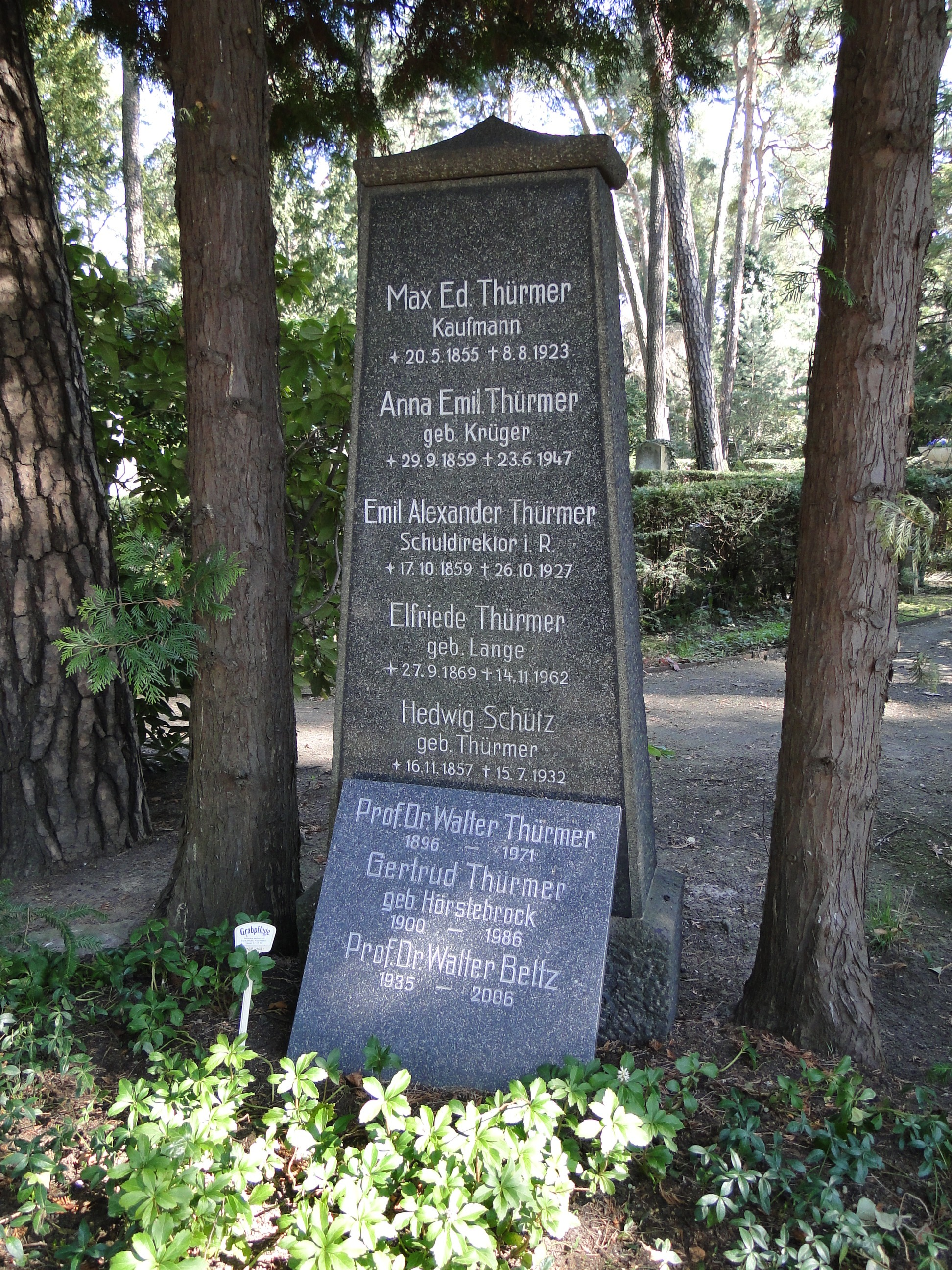
Walter Thürmers Grab auf dem Urnenhain Tolkewitz

Thürmer, Sohn eines Lehrers, legte 1914 das Abitur am König-Georg-Gymnasium in Dresden ab und leistete ab 1914 Kriegsdienst im Ersten Weltkrieg. Von 1919 bis 1922 studierte er Mathematik, Physik und Volkswirtschaft an der Technischen Hochschule Dresden. 1922 war er Studienreferendar an der Dresdner Kreuzschule und legte anschließend die Prüfung für das Höhere Lehramt ab. Ab 1922 arbeitete er als Lehrer am Vorbereitungsinstitut Hiß in Dresden. 1922/1923 absolvierte er im Bankhaus Bondi & Maron in Dresden ein Praktikum. 1923 promovierte er zum Dr. rer. techn. Thürmer war 1923/1924 Praktikant bei Emil Schütz in Wesermünde. Von 1924 bis 1948 war er Angestellter, später Mitinhaber und Geschäftsführer der Kaffeerösterei und Kaffee-Ersatzfabrik Max Thürmer in Dresden sowie Geschäftsführer der Lebenmittelgroßhandlung Max Knauthe und der Zigarren-Groß- und Einzelhandlung Schramm und Echtermayer in Dresden. Von 1926 bis 1933 war er Mitglied der Deutschen Volkspartei (DVP) und von 1929 bis 1933 Stadtverordneter für die DVP in Dresden.
Nach dem Zweiten Weltkrieg war er Mitbegründer der Liberal-Demokratischen Partei Deutschlands (LDP, später LDPD) in Dresden. Thürmer war von 1945 bis 1949 LDP-Kreisvorsitzender in Dresden-Stadt und von 1945 bis 1947 Schatzmeister des LDP-Landesverbandes Sachsen. Von 1946 bis 1948 war er Stadtverordneter in Dresden, 1948/1949 Bürgermeister und Dezernent für Wirtschaft und Verkehr in Dresden. Von 1948 bis zu seinem Tode war er Mitglied des Volksrates bzw. der Volkskammer. Von 1949 bis 1951 war er Vorsitzender des LDP-Landesverbandes Sachsen und von 1949 bis 1952 sowie von 1955 bis 1963 Mitglied des LDPD-Zentralvorstandes, 1958/1959 auch seines Politischen Ausschusses. Von Mai 1950 bis September 1951 wirkte er als Minister für Gesundheit des Landes Sachsen und stellvertretender Ministerpräsident. Von 1950 bis 1952 war er Mitglied des Sächsischen Landtags. Von 1950 bis 1954 war er Mitglied des Nationalrates der Nationalen Front und ab 1952 Mitglied des Bezirksvorstandes Dresden der Nationalen Front und ab 1954 Mitglied des Bezirksfriedensrates. Ab 1962 war Thürmer auch Mitglied des Präsidiums der Deutsch-Französischen Gesellschaft der DDR.
Ab 1951 arbeitete er als wissenschaftlicher Mitarbeiter für Mathematik an der Abteilung Fernstudium der TH Dresden. Das berufsbegleitende Fernstudium wurde damals in der DDR neu eingeführt. Neben dem eigentlichen Fernstudium durch Lehrbriefe und regelmäßige Studienblöcke an der Hochschule setzte sich Thürmer besonders für die – zunächst umstrittene – Möglichkeit des Abendstudiums ein. 1966/1967 war er Professor und Leiter der Außenstelle Dresden der Hauptabteilung Fern- und Abendstudium der Technischen Universität Dresden.
Walter Thürmer war mit Gertrud Thürmer (geb. Hörstebrock) verheiratet, die ebenfalls LDPD-Mitglied, Landtags- und Volkskammerabgeordnete war. Ihre Schwester Dorothea war die Ehefrau der Volkskammerpräsidenten Johannes Dieckmann. Walter und Gertrud Thürmer waren in Arbeitskreisen der evangelischen Kirche aktiv.
Thürmer verstarb 1971 in Dresden und wurde auf dem Urnenhain Tolkewitz beigesetzt.

## Schriften (Auswahl)
- Beitrag zur Geometrie der Berührungstransformation von Sophus. Dissertation, 1923.

## Auszeichnungen
- Ernst-Moritz-Arndt-Medaille (1958)
- Vaterländischer Verdienstorden in Silber (1959)
- Silbermedaille des Deutschen Friedensrates
- Orden „Banner der Arbeit“ (1970)